# Slaughter and the Dogs
Slaughter and the Dogs er et punk-band fra Storbritannien.

## Diskografi
- Do It Dog Style (Decca Records, SKL 5292, maj 1978)
- Bite Back (as Slaughter; DJM, DJF 20566, marts 1980)
- Shocking (Receiver, maj 1991)
- Beware Of... (Captain Oi, oktober 2001)

| Musikgruppe | Spire Denne artikel om en britisk musikgruppe er en spire som bør udbygges. Du er velkommen til at hjælpe Wikipedia ved at udvide den. |